# Palčice
Palčice (Duits: Paltschitz) is een Tsjechische plaats in de gemeente Čechtice, regio Midden-Bohemen, en maakt deel uit van het district Benešov. Het dorp ligt op 5,5 kilometer afstand van Čechtice.
Palčice telt 10 inwoners (2021).

## Geschiedenis
De eerste schriftelijke vermelding van het dorp dateert van 1436.
In 1796 werd een glasfabriek opgericht door glaskunstenaars Josef Nachtmann en Antonín Zopf. Ze kwamen naar Palčice, nadat hun eerdere fabriek in Košice ter ziele was gegaan. Nachtmann was gespecialiseerd in de productie van gekleurd glas en de vervaardiging van decoratieve vazen. Hij maakte collecties op bestelling en zijn klanten behoorden tot de rijkere klasse. In totaal waren er uiteindelijk ongeveer 40 mensen in loondienst in de glasfabriek. Halverwege de 19e eeuw werd de fabriek gesloten.
In 1960 werd Palčice, samen met Čechtice, ingedeeld bij het district Benešov.

## Verkeer en vervoer

### Autowegen
Er leidt een regionale weg naar het dorp.

### Spoorlijnen
Er is geen station in Palčice. Het dichtstbijzijnde station is in Zdislavice, op zo'n twaalf kilometer afstand. Dat station ligt aan de spoorlijn van Benešov naar Vlašim.

### Buslijnen
Er is geen bushalte in of bij het dorp. De dichtstbijzijnde bushalte is in Nakvasovice, op zo'n twee kilometer afstand:
| Halte                 | Lijn(en) | Traject(en)          | Vervoerder(s) |
| Čechtice, Nakvasovice | 849      | Čechtice - Načeradec | CŠAD Benešov  |

## Bezienswaardigheden
- Dorpskapel

## Galerij

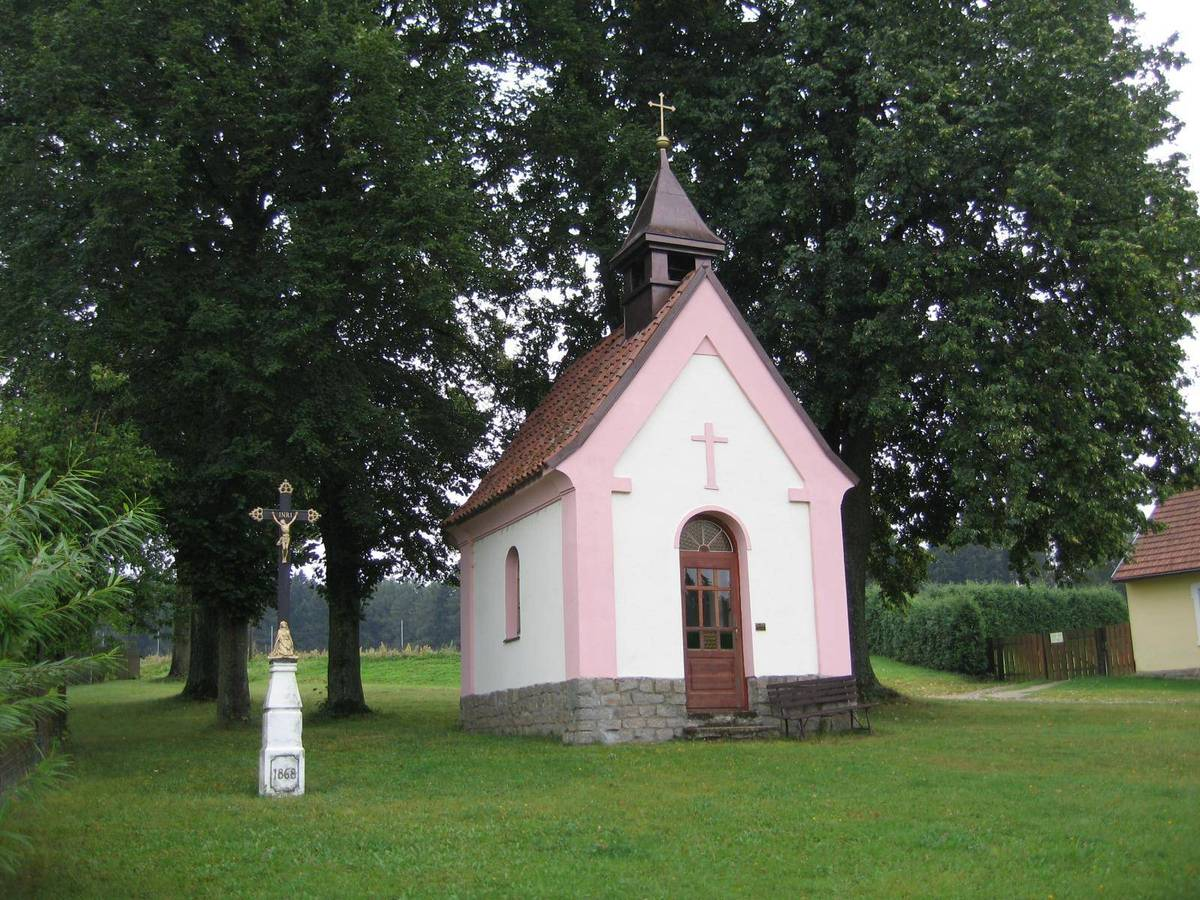
Dorpskapel (2021)
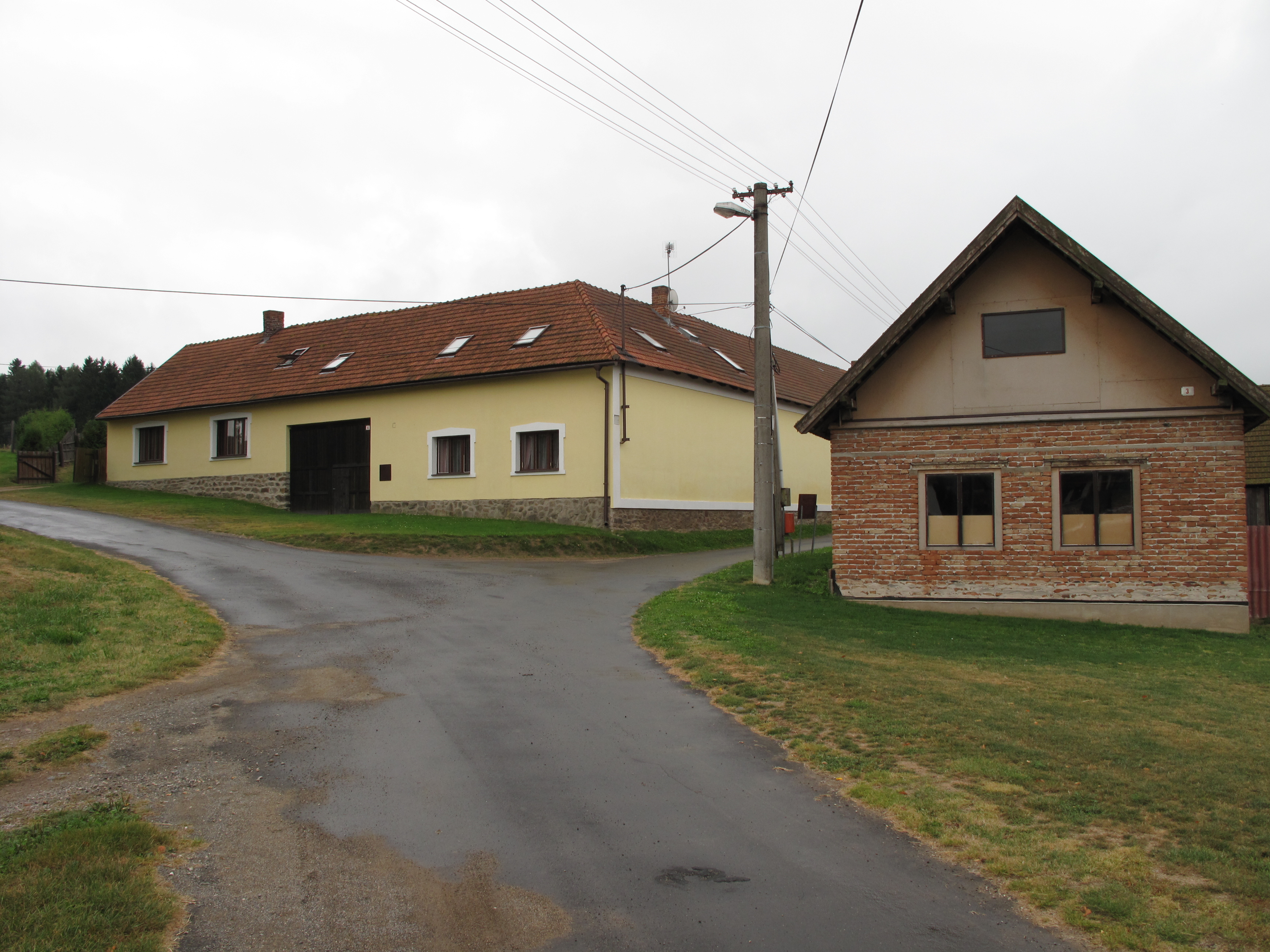
Huizen in het dorp (2016)